# شر تحت أشعة الشمس (فلم)
'شر تحت الشمس' عبارة عن 1982 فيلم الغموض البريطانية استنادا إلى رواية 1941 شر تحت الشمس التي كتبتها أجاثا كريستي

## القصة
في المقدمة، أبلغ متجول الشرطة انه وجد جثه إمراءه متوفاه في مستنقع اليوركشاير للشرطة المحلية، وتم التعرف على الجثة المخنوقه أنها أليس رابر.
وطلب المحقق البلجيكي هرقل بوارو (بيتر اوستينوف) التحقق من الألماس الأزرق الملون الذي ينتمي إلى السير هوراس بلات (كولن بلاكلي)، رجل الصناعة المليونير. وأبلغ بوارو أن الألماس مزيف. بعد علاقة جمعتهما، دفع بلات 50,000 دولار أمريكي هدية لذلك، الآن هو في إجازة في أحد المنتجعات على جزيرة خاصة. وافق بوارو على اتهامها، ومن أجل أن يستمتع بالعطلة هو أيضاً، في القصر الصيفي السابق للملك الحاكم من تايرنيا، والتي تعود إلى قلعة التي تملكها دافني (ماغي سميث)..

### الضيوف
الفنانة المشهورة أرلينا ستيوارت مارشال (دينا ريغ)
كينيث مارشال (دينيس كوايلي), زوج أرلينا.
ليندا مارشال (إيميلي هوني), إبنه كينيث المراهقة من زواجه السابق.
ريكس بروستر (رودي ماكدويل), كاتب وناقد مسرحي (مع مظاهر خارجيه والغطرسة من نويل كوارد).
اوديل (جيمس ماسون) وميرا غاردنير (سيلفيا ميلز), منتجين مسرحيين من نيويورك.
و باتريك (نيكول كلاي)و كريستسنا ريدنفير (جاين بيركين), شاب وسيم محطم وزوجته المفتريه.
ماغي سميث بدور دافني كاسل
إرلينا أساءات عاطفياً لابنة زوجها ليندا وقد غازلت باتريك.يشعر الجميع بالآسف لزوجته الوديعة كريستين، لأنهما هنا فقط لأن أرلينا دعته. كين يعود إلى صديقه القديم دافن. وقد تسببت آرلينا لغاردنير بمشاكل مالية قد مر بها من لعبة كبيرة، ورفض البعض.
أنفق بروستر مسبقا العائدات من أمواله من قصة واقوال الجميع عن ارلينا.
في وقت مبكر من صباح أحد الأيام، آرلينا تأخذ مجداف زورق وحدها إلى خليج لآدر.عند البحث، أحضر باتريك ميرا، وجواسيسهم كانوا مجموعة
هادئه عند الشاطئ.حين اقترب باتريك أكثر، أعلن أنه قد تم خنق آرلينا.السير هوراس بلات وصل من يخته للتعرف آرلينا حبيبته والسارقة.
وكان عذر كينيث أنه كان في غرفته، يكتب ويرد على البريد الذي تلقاه هذا الصباح، وقد سمعته دافني لكن لم تراه.
بوارو قرأ كل الرسائل والتي أرسلت أيضاً.غادرت كريستين لترسم مع ليندا في كوف نورس في 11:55 ثم لحضور مباراة لكرة المضرب 12:30.
من البرالرئيسى، عند سماع المدفع ظهر اليوم العادي، لوحت لها من أعلى جرف ليندا كانت تسبح في الأسفل وهذا ما
اكدته ليندا.
تجادل السير هوراس بصوت عالي مع آرلينا في خليج لآدر، وكانت لا تزال على قيد الحياة وفقا لطاقم يخته عند 11:30.وكانت تحتفظ بالالماس
وقد تعهدت بتفسيرهذا في ذلك المساء. وقد وجد بوارو جوهرة ألماس قريبة من الكهف. اما عن دافني، فمن فوق المنحدرات، شاهدت الجدال
الذي دار بين القتيله وزوجها، ثم لاحقاً ترأست اجتماع الموظفين في الفندق. اما باتريك فقد غادر الساعة 11:30 مع ميرا، لرؤية يخت
بلات القادم، واستمع إلى مدفع الظهر.
قامت ديانا ريج بدور آرلينا ستيوارت، وقاما مارشال وكوايلي دينيس بدور كينيث مارشال.
اما ريكس بروستر، فقد كان على بيدالو (زورق المجداف)، وقد التقى بليندا وهي تدخل خليج نورس الصغير في تمام الساعة 12:00، الذي
انكرته لاحقاً حتى تعرضت لضغوط. وقد أبلغ انه تم قذف زجاجة من نافذة الفندق القريب وقد قاربت على ضربه، ولكن لا أحد اعترف برمي
الزجاجة. وقد شوهدت أوديل تقرأ، من قبل دافني والعاملين معها.حيث زعم ان هناك انخفاض في ضغط المياه أعاقت وقت استحمامه في
12:15 حتى قبل التنس، ولكن لا أحد قد قام بالاستحمام في هذا الوقت الغريب. ففي تلك الليلة، في حيرة من إنكارالجميع من رمي زجاجة
أوالاستحمام، فقد تشاور بوارو عن كل التقارير السابقة لشركة التأمين وقد استأجر ها، والسجل الفندق.

## الحل
حين جمع المتهمين معا، سرد بوارو الأدلة الرئيسية التي تؤدي إلى اتهام كريستين وهي: قبعة الاستحمام، والاستحمام، وزجاجة،
وجيوغرافيه الجزيرة، مدفع الظهر، والتشابه في بعد حمامات الشمس عن بعض.
أطاحت كريستين بأرلينا خارجاً وخبأتها في المغارة القريبة. وقد خنق باتريك لاحقاً أرلينا العاجزة. وقد ظهرت كريستين مثل أرلينا مع كريم التسمير، وملابس السباحة وقبعة حمراء كبيرة الخاصة بأرلينا، حتى يتم تحديدة خطأً من قبل باتريك. ولكن في الكهف، اكتشف بوارو رائحة عطر أرلينا ووجد الألماس.
ضبطت كريستين ساعة ليندا أسرع بعشرين دقيقة، واقترحت السباحة لتخفيف من حدة صوت مدفع الظهر، وصححت الساعة بعد ذلك. أصيبت
كريستين بدوخة، وقالت انها لا يمكن ان تكون من لوح من حافة الهاوية. وقالت انها هي من ألقى خارجاً كريم التسمير الخاص بها
واستحمت خارجاً من أجل تسمير بشرتها.

### الحقيقة
لم يمتلك بوارو أي دليل حتى ينصب فخ لباتريك. وقال انه يشك أن باتريك أعطى أرلينا ألماس صناعي من قبل، وقتلها لحماية سر السرقة.
عند مغادرة الفندق، لم تعد تتظاهر كريستين بأنها الزوجة المظلومة. باتريك تولى الدفع بشيك، بتوقيع "R" في «ريدفيرن» تماما كما فعل عندما كتب اسم «فيليكس روبر»، وأصبح زوجها ضحية في مقدمة يوركشاير مور، وفي نموذج التأمين، أدعى مدخن في مقصورة غير المدخنين في القطار في وقت ارتكاب جريمة يوركشاير. وكان باتريك قد سمع في وقت سابق الأوبرا من قبل جوزيبي فيردي، وترجم اسم الملحن من الإيطالية إلى «جو غرين»، مما ادى إلى ان يتذكر بوارو أن «فيليكس روبر» وهو لاتيني غير اسمه إلى «ريد فيرن». بوارو عرف ان الصور من الشرطة البريطانية ستظهر باتريك ليكون زوج حزين وفيليكس.
وأخيرا، باتريك يضع الغليون في فمه الذي لم يكن مشعل أبدا أثناء اقامته. عندما فرغ بوارو وعاء أنبوب الكشف عن الألماس، لكمة باتريك. أثناء إرسال ريد فيرن ليعود إلى البر الرئيسى والشرطة، وغيرهم من الضيوف المزيفون ليخت بلات. بوارو، حين كان يتعافى، وعلم انه سيتم منحة أوسمه من ملك تايرينا.

### الإنتاج
وقد كتب سيناريو من قبل انتوني شافير (الذين عملوا على الأفلام السابقة كريستي) ولا ينسب الفضل إلى باري ساندلر. لتبقي القصة قريبة إلى حد ما من أصل قصه كريستي، ولكن قد تم اقتطاع بعض المشاهد لضيق الوقت، وتم إزالة بعض الشخصيات الثانوية، وأضافة بعض عناصر روح الدعابة التي لم تكن موجودة في الرواية. بالإضافة إلى ذلك تدورأحداث الرواية في ديفون، ولكن تم تصوير الفيلم على جزيرة البحر الأدرياتيكي لتصبح المملكة الخيالية «تايرينا» (و هي في الأساس ألبانيا).. سطور الشخصيات حتى هي أيضا مختلفة قليلا. في حين يتم دمج شخصيات من روزاموند دارنلي والسيدة القلعة، يتم حذف الأحرف في باري الرئيسية والقس ستيفن لين، وشخصية أنوثيه الطابع في إيميلي بروستر هو الآن رجل يدعى ريكس بروسترالذي يلعب دوره رودي ماكدويل.
اوستينوف كان قد جعل هدفه الثاني أن يظهر في الفيلم بدور هرقل بوارو، بعد أن مثل سابقا المباحث البلجيكي في موت على النيل (1978)مع ماغي سميث وجين بيركين.وكان دينيس كوايلي وكولن بلاكلي ظهرت في القتل برابورنا في إنتاج في وقت سابق مع مؤسسه الإنتاج اورينت، مع ألبرت فيني في دور البطولة. وكان رجل هاملتون موجه سابقا آخر لقصص أغاثا كريستي، وفي روايه «تهشم المرآة»، في عام 1980.

### موقع التصوير

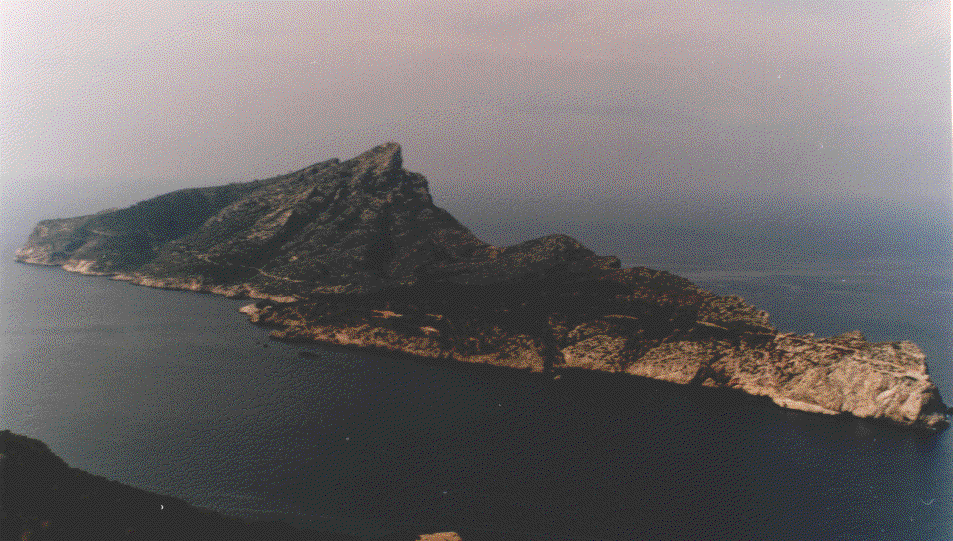
Dragonera from Majorca.

تم تصوير الفيلم في استوديوهات الدولية لي في ويمبلي، لندن، وعلى موقع في مايوركا، إسبانيا. كانت الجزيرة الفعلية المستخدمة سا دراجونيرا، ولكن فقط لقطات جوية. وكانت مواقع تستخدم كالا بلانكا عن بعد 2.407315 & SPN = 0.005039,0.009645 & T = H & Z = 17 بدور سلم خليج، والبحرية في سانت الدردار، HTTP: / / maps.google.co.uk /؟ ll = 39.577317،2.350656 وSPN = 0.002518،0.004823 & T = H & Z = 18 لجنوب فرنسا، (قارب السير هوراس) ويمكن رؤية سا دراجونيرا في الخلفية من القارب. كالا D'EN Monjo 39 ° 31'44 0.7168 "N 002 ° 25'50 0.4948 E) كانت تستخدم لكوف دافني وفندق. (وكان الفندق مزرعة خاصة تعود ملكيتها للمواطن ألماني، ولكن تم شراؤها في وقت لاحق من قبل مجلس مايوركا وهدمت من أساسها، والتي لا يزال ينظر اليوم).. كان نورس كوف كوف في شبه الجزيرة فورمينتور (كالا أون فيليو) 39 ° 55'48 .40 "N 003 ° 09'48 .23" E.. وتم تصوير لقطات أخرى خارج فندق في ضيعة Raixa 39 ° 40'50 0.9628 "N 002 ° 40'22 0.2528" E إلى الشمال من بالما دي مايوركا. أخيرا ألواح بوارو قاربه إلى الجزيرة من ضياء. وكانت مواقع تقطيب معا بشكل جيد لإعطاء مظهر في بعض المواقع بالقرب من بعضها البعض على جزيرة صغيرة، بينما في الحقيقة أنها تنتشر عبر مايوركا. انها حققت الاستفادة الكاملة من موقعها أن ينقل بشكل كاف تعقيدات مؤامرة كريستي، الذي شارك فيه ضيوف الفندق أظهرت جميع الاجزاء المختلفة من الجزيرة في وقت ارتكاب الجريمة.
تم تصوير مشاهد في نتائج تحقيق مسافر قتل على المور في بداية الفيلم في يوركشاير ديلز، إنجلترا، مع السطح الخارجي للمحطة الشرطة كونها معهد الأدب السابق في موكار، سوليدال.

## وصلات خارجية
- مقالات تستعمل روابط فنية بلا صلة مع ويكي بيانات